# Xã Aboite, Quận Allen, Indiana
Xã Aboite (tiếng Anh: Aboite Township) là một xã thuộc quận Allen, tiểu bang Indiana, Hoa Kỳ. Năm 2010, dân số của xã này là 35.765 người.